# 쿠보타 케이코
구보타 게이코(KEIKO, 쿠보타 케이코, 1985년 12월 5일)는 도쿄 도 출신의 가수. 전 SPACE CRAFT PRODUCE 소속. 현 트라이스톤 엔터테인먼트 소속.
이토 아야카와 함께《イトクボ(이토쿠보)》를 결성. 2006년에 미스 에어 기타 재팬 콘테스트에서 심사원특별상을 수상.

## 경력
- 2005년 9월 22일, FictionJunction Keiko명의로 NHK 애니메이션《츠바사 크로니클》오리지널 사운드트랙〈Future Soundscape II 〉의 9번트랙〈風の街へ 〉에 참가
- 2005년 12월 21일, 이케부쿠로의 LIVE INN ROSA에 이토 아야카와 함께 첫 라이브.
- 2006년 2월, 미스 에어 기타 재팬 콘테스트에서 심사원특별상을 수상.
- 2008년 1월, Kalafina의 Keiko로써 oblivious 데뷔.
- 2018년 4월 계약 만료로 SPACE CRAFT PRODUCE를 퇴사. 또한 Kalafina의 해산이 2019년 3월에 발표됐다
- 2019년 4월 약 1년간의 활동 중지 기간 후 프리랜서로 음악 활동을 재개. 카지우라 유키의 솔로 프로젝트인 FictionJunction의 라이브 투어에서 KEIKO명의로 무대 복귀.
- 2020년 KEIKO명의로 avex trax에서 데뷔, 12월 2일 Lantana 앨범을 발매한다고 발표했다.

## 솔로활동

### 디지털 싱글
- 命の花/Be yourself (2020년 6월 4일)

Lantana 전달 한정 싱글
- Ray/始まりは (2020년 7월 30일)

Lantana 전달 한정 싱글

### 앨범
- Lantana (2020년 12월 2일)

## 이토쿠보
- 게임 뷰티풀 괴혼 사운드트랙「塊ステキ魂」(2007년 11월 21일)

〈Into The Sky 〉

### RADIO
- ABC RADIO ピートム.Comic Jack (2006년 5월 11일, 18일 게스트출연)
- 스타데지오 イトクボ祭り
- FM OSAKA イトクボのParty Road (2006년 10월~2007년 6월)
- FM OSAKA FMサウンドシネマ (2007년 7월~12월)

## FictionJunction

### 앨범
자세한 정보는 FictionJunction 위키를 참고

### Sound Track
- NHK 애니메이션「츠바사 크로니클 오리지널 사운드트랙 Future Soundscape II(2005년 9월 22일)

「風の街へ」

### 기타활동
- Revo & 카지우라 유키 Collaboration「Dream Port」(2008년 6월 18일)

「砂塵の彼方へ…」

## Kalafina
자세한 정보는 Kalafina 위키를 참고

## DVD
- 영화 w-inds. Star Light (2002년 5월 15일)
- Yuki Kajiura LIVE 2008.07.31 (2008년 12월 24일)
- FictionJunction～Yuki Kajiura LIVE vol.#4 PART2～ (2009년 12월 23일)
- Animelo Summer Live 2009 RE:BRIDGE 8.23 (2010년 2월 24일)
- Kalafina LIVE 2010 "Red Moon" at JCB HALL~Kajiura Produce 3rd Anniversary LIVE TOUR~ (2010년 12월 1일)
- Kalafina “After Eden” Special LIVE 2011 at TOKYO DOME CITY HALL (2012년 3월 21일)
- TYPE-MOON Fes. 10th Anniversary Event (2013년 1월 16일)
- 梶浦由記 / FictionJunction　Yuki Kajiura LIVE vol.#9 “渋公Special ” (2013년 2월 20일)
- Kalafina LIVE TOUR 2013“Consolation”Special Final (2013년 12월 11일)
- Yuki Kajiura LIVE vol.#11 elemental Tour 2014　2014.04.20 @NHK Hall + Making of elemental Tour 2014 (2014년 9월 24일)
- Kalafina LIVE THE BEST 2015“Red Day” at　日本武道館 (2015년 7월 15일)
- Kalafina LIVE THE BEST 2015“Blue Day” at　日本武道館 (2015년 7월 15일)